# Mel·lífer d'Alor
El mel·lifer d'Alor (Myzomela prawiradilagae) és un ocell de la família dels melifàgids (Meliphagidae).

## Hàbitat i distribució
Viu als boscos de l'illa d'Alor, a les illes Petites de la Sonda.

## Taxonomia
Es tracta d'una espècie de recent descripció.